# Giuseppe Ricci (militare e politico)
Giuseppe Ricci (Genova, 1811 – Genova, 1881) è stato un militare e politico italiano.

## Biografia
Appartenente alla nobile casata genovese dei Marchesi Ricci, famiglia eminente nella storia del Risorgimento genovese e italiano, e militare di carriera, fu deputato per La Spezia, carica dalla quale si dimise nel 1850 essendo stato nominato colonnello di Stato Maggiore.  Suoi fratelli erano il magistrato e più volte Ministro, marchese Vincenzo Ricci, il diplomatico Alberto Ricci, senatore del Regno di Sardegna, l'ammiraglio  Giovanni Ricci, deputato per Genova e poi senatore del Regno, nonché Ministro della Marina del Regno d'Italia nel Governo Farini.